# 운 (춘추)
운(鄖, 서주 초기 ~ 춘추 시대)은 중국 주나라의 제후국이다.

## 역사
서주 초기에 건국되었고, 《설문(說文)》에서는 '운나라는 한수(漢水) 남쪽의 나라이다.'라고 했다. 수(隨)나라와 초나라에 가까이 위치했고, 서주 시기엔 수나라의 세력이 강했으므로 수나라를 좇았다. 그런데 동주가 성립되고 초나라의 세력이 강해지자 그에 굴복하였다.
《춘추좌씨전·선공 5년》에 따르면 초나라 약오(若敖)가 운나라의 공녀(公女)와 결혼하여 다음 임금인 소오(霄敖), 투백비(鬪伯比), 투렴(鬬廉) 등을 낳았다고 한다. 이후 초 평왕도 일찍이 왕이 되기 전에 운나라 여자와 결혼했다.
투백비의 후손 중 투위구(鬪韋龜)와 만성연(蔓成然, 蔓 땅을 봉지로 받았기 때문에 성씨를 만으로 고쳤음) 부자가 있었는데, 초 영왕이 두 부자의 봉지를 빼앗자 만성연은 원한을 품었으며, 이후 기원전 529년에 초 평왕을 세우는데 큰 공로를 세웠다. 초 평왕은 만성연을 영윤으로 삼았지만 이후 만성연이 교만해지고 절제를 모르며 재물을 탐하게 되자 평왕은 부담스럽게 느꼈다. 결국 기원전 528년에 평왕은 만성연을 죽였지만 운나라를 멸망시키고 그 아들인 투신(鬪辛)을 운공(鄖公)으로 봉해 운나라에 살게 하여 만성연의 옛 공훈을 잊지 않는다는 것을 드러내고자 했다.
이후 오나라가 초나라를 침략하여 초 소왕이 운나라로 숨었는데, 당시 운공 투신의 동생 투회(鬪懷)가 평왕에게 아버지인 만성연이 피살되었으니 그 아들인 소왕을 죽이려고 하자 투신과 또 다른 동생 투소(鬪巢)는 왕을 모시고 빠져나와 수(隨)나라로 갔다. 이후 초나라가 다시 회복되자 소왕은 투신, 투회, 투소 모두에게 상을 내렸다.

## 지리적 위치
운나라의 위치에 대해서는 확실하지 않고 여러 설이 있다.
- 현재의 후베이성 안루 시 - 《괄지지(括地志)》와 《원화군현지(元和郡縣志)》의 기록에 근거
- 현재의 후베이성 윈양 구 - 윈양 구는 과거에 운현(鄖縣)이라고도 했는데, 운향(鄖鄕), 운정(鄖亭), 운공묘(鄖公廟), 운성(鄖城) 등 운나라의 유적들이 있다.
- 현재의 후베이성 셴타오 시의 경계 - 《춘추좌씨전·환공 11년》에 두예(杜預)의 주(注)에서 "운나라는 강하(江夏) 운두현(雲杜縣) 동남쪽에 있다."라고 했는데, 훗날의 면양현(沔陽縣)이 되었고, 다시 셴타오 시로 불린다.
- 옛날 운나라의 땅이 회수(淮水)와 여수(汝水) 일대에 있었다고 여겨서 희성(姬姓) 국가인 '무왕(武王)의 목(穆)'에 속한 소국이었다고 볼 수 있다. 서주 초기에 봉해져 현재의 허난성 바오펑 현에 있었는데, 춘추 시대의 혼란으로 인하여 점차 남쪽으로 쫓겨가 옮겼다고 추정한다.